# Музей Ниссим-де-Камондо
Музей Ниссим-де-Камондо (фр. Musée Nissim-de-Camondo) является частью организации Les Arts Décoratifs и содержит богатую коллекцию предметов XVIII века. Находится в 8-м округе Парижа, рядом с парком Монсо.

## История
Граф Моисей де Камондо из известной династии еврейских банкиров Камондо унаследовал в 1910 году особняк, принадлежавший его родителям с 1873 года. Граф распорядился разрушить здание, чтобы на его месте построить новый особняк, способный разместить собранную им внушительную коллекцию предметов XVIII века.
Граф Камондо прожил в этом особняке до своей смерти в 1935 году, постоянно продолжая расширять коллекцию музея. Согласно завещанию графа, музей после его смерти был назван именем Ниссима де Камондо — сына графа, военного лётчика, погибшего во время Первой мировой войны.

## Коллекция

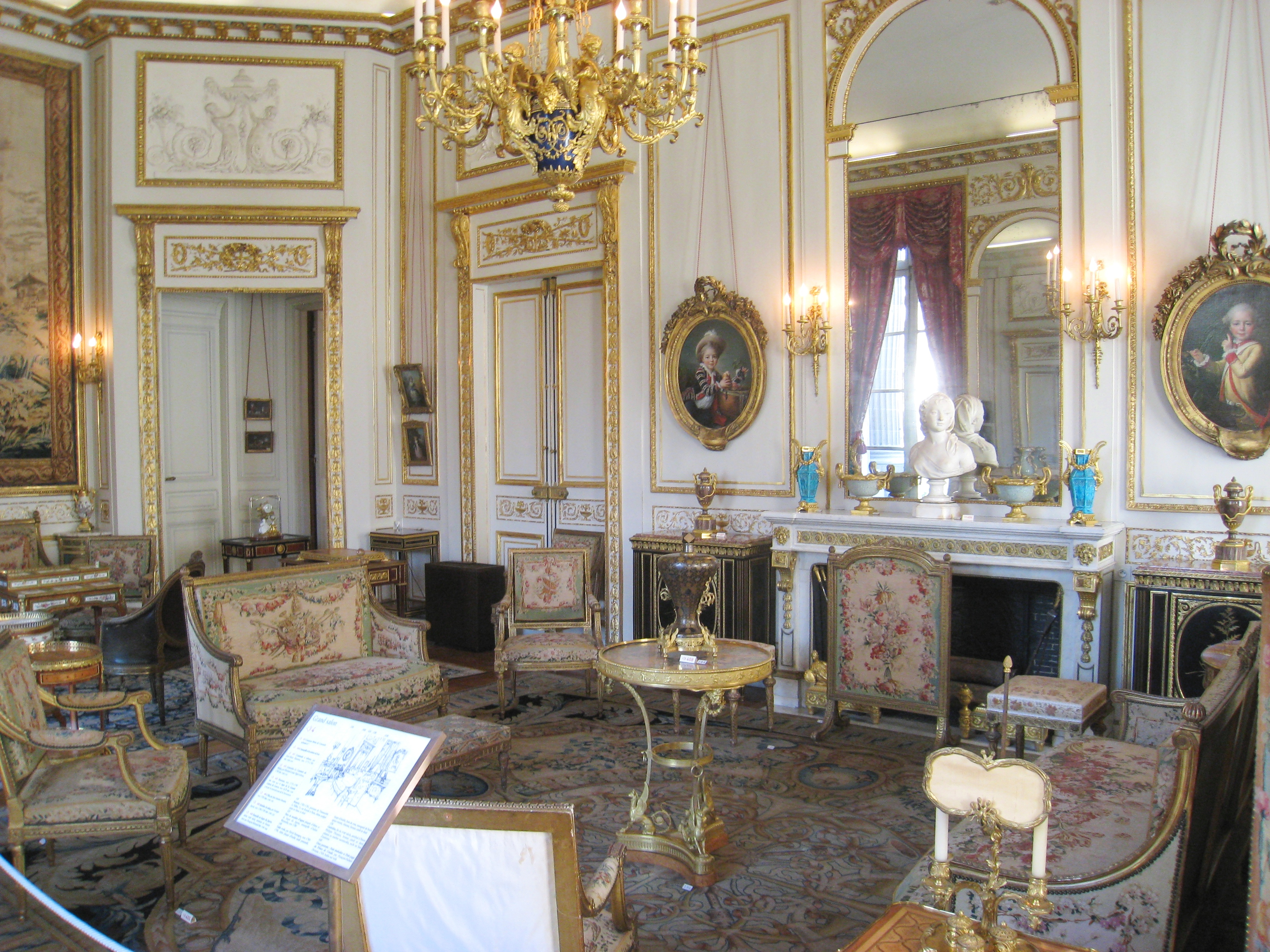
Большой салон

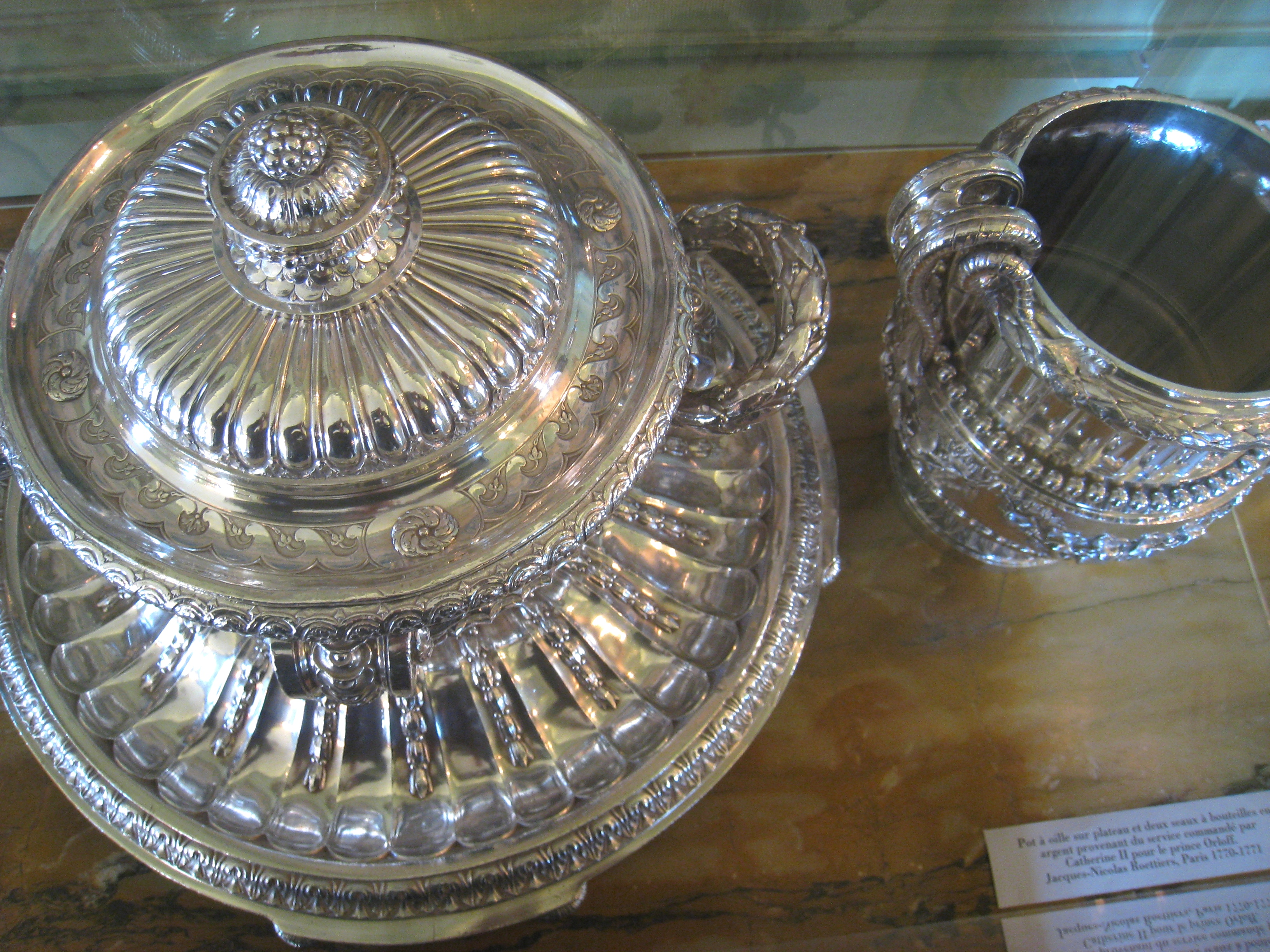
Серебряные супники, заказанные Екатериной Второй для ее фаворита Орлова

Музей интересен как хранящимися в нём предметами XVII века, так и самим зданием, показывающим жизнь богатой французской буржуазии начала XX века.

## Практическая информация
- Музей расположен в VIII округе Парижа, ближайшие станции метро — Villiers и Monceau.
- Адрес: 63, rue de Monceau, 75008 Paris
- Время работы:
  - вторник, среда, пятница: 11:00 — 18:00
  - четверг: 11:00 — 21:00
  - суббота, воскресенье: 10:00 — 18:00